# اشتارک (دهانه)
اشتارک یک دهانه برخوردی در ماه‌ است.

## دهانه‌های اقماری
این دهانه ۳ دهانه اقماری دارد.
| Stark | عرض جغرافیایی | طول جغرافیایی | قطر          |
| ----- | ------------- | ------------- | ------------ |
| Y     | ۲۴.۴° S       | ۱۳۴.۰° E      | ۳۱.۰ کیلومتر |
| R     | ۲۶.۳° S       | ۱۳۳.۲° E      | ۲۱.۰ کیلومتر |
| V     | ۲۵.۱° S       | ۱۳۳.۳° E      | ۲۵.۰ کیلومتر |